# 一条摂政御集
一条摂政御集（いちじょうせっしょうぎょしゅう）は平安中期、一条摂政藤原伊尹（924―972年。太政大臣、諡は謙徳公）の家集。『一条摂政集』『豊蔭集』ともよばれる。『伊勢』や『平中』の流れを汲む歌物語として注目される作品。伊尹は小倉百人一首に歌を採られ、『後撰集』の編纂にも深く関わった優れた歌人で、この集は『大鏡』本伝に「いみじき御集つくり、豊蔭と名のらせ給へり」と見え、早くから名高かった作品である。
3部分、全194首から成る。『百人一首』にも採られて有名な「あはれともいふべき人は思ほえで身のいたづらになりぬべきかな」で始まる第1部41首は、「大蔵史生（おおくらのししょう）倉橋豊蔭（くらはしのとよかげ）」という卑官の人物に仮託し、伊尹自作の恋歌を年代順に歌物語風的にまとめたものである。第2部は「同じ翁の歌」として贈答歌151首を載せ、第3部は『拾遺和歌集』からの補遺2首で構成される。第1部は伊尹晩年の自撰である可能性が大きく、第2部は他撰で一条天皇の正暦のころ、補遺2首はさらに時代が下って拾遺集成立以後の出来だといわれる。
現存する伝本は益田家旧蔵本だけである。